# 56 Melete
Melete /ˈmɛlɪtiː/ (định danh hành tinh vi hình: 56 Melete) là một tiểu hành tinh lớn và tối ở vành đai chính. Nó là tiểu hành tinh kiểu P bất thường mà thành phần cấu tạo dường như gồm hợp chất hữu cơ giàu silicat, cacbon và silicat khan và có thể có băng (nước đá) ở bên trong. Tiểu hành tinh này quay quanh Mặt Trời với chu kỳ quỹ đạo 4,18 năm.
Melete do Hermann M. S. Goldschmidt phát hiện ngày 9 tháng 9 năm 1857 từ ban công của ông ấy ở Paris. Quỹ đạo của Melete được tính toán bởi E. Schubert, người đã tên nó theo Melete, nữ thần bảo trợ việc trầm tư mặc tưởng trong thần thoại Hy Lạp. Ban đầu Melete bị nhầm lẫn với 41 Daphne trước khi nó được xác nhận là không có trong lần quan sát thứ hai vào ngày 27 tháng 8 năm 1871. Năm 1861, độ sáng của Melete được nhà thiên văn học người Đức Friedrich Tietjen chỉ ra là khác nhau.
Cho đến nay, đã có 2 lần tiểu hành tinh này che khuất hai ngôi sao được quan sát thấy trong năm 1997 và 2002.